# J. D. Crowe
J. D. Crowe, (Lexington, 1937. augusztus 27. – Nicholasville, 2021. december 24.) amerikai bendzsós, gitáros, énekes, bluegrass zenész, zenekarvezető.

## Pályafutása
Tizenévesként J.D. Crowe-nak számos lehetősége adódott arra, hogy koncertjein közelről nézze meg nagy példaképét, a bendzsós Earl Scruggs-ot. Crowe ezeket a lehetőségeket arra használta fel, hogy tökéletesítse saját bendzsóstílusát. Különböző helyi bluegrass együttesekben játszott, és gyakran szerepelt a rádiókban is.
1956-ban Jimmy Martin countryzenész Crowe egy élő előadását hallotta az autórádióján, miközben Lexingtonon autózott át. A hallottak annyira lenyűgözték, hogy felkereste az állomást, és felajánlotta a fiatal tehetségnek a lehetőséget, hogy csatlakozzon előzenekarához, a Sunny Mountain Boyshoz. Crowe ezt követően hat évig dolgozott Jimmy Martinnal.
Az 1960-as évek végén Crowe létrehozta a Kentucky Mountain Boys együttest, akikkel modern bluegrass zenét játszottak. Három albumot adtak ki. 1971-ben megalapította a New South együttest, amely 1975-ben adta ki a J.D. című albumot. Ezt a lemezt az újonnan feltörekvő progresszív bluegrass egyik legfontosabb művének tartják, és kereskedelmileg rendkívül sikeres volt. Néhány rendkívül tehetséges fiatal zenész is részt vett a munkában: Tony Rice, Ricky Skaggs és Jerry Douglas.
Crowe saját zenekara, a − New South − folyamatosan változó felállásban működött tovább. A nevezetes tagok között volt Dwight McCall, Jimmy Gaudreau, Ron Stewart és Keith Whitley.

## Albumok
- 1968: Bluegrass Holiday
- 1968: Ramblin' Boy
- 1969: The Model Church
- 1975: J.D. Crowe and the New South
- 1978: My Home Ain’t in the Hall of Fame
- 1981: Bluegrass Album
- 1982: Live in Japan
- 1982: Bluegrass Album, Vol. 2
- 1983: Bluegrass Album, Vol. 3
- 1984: Bluegrass Album, Vol. 4
- 1986: Straight Ahead
- 1987: Black Jack
- 1989: Bluegrass Album, Vol. 5
- 1994: Flashback
- 1996: Bluegrass Album, Vol. 6
- 1999: Come On Down to My New World
- 2006: Lefty’s Old Guitar

## Díjak
- International Bluegrass Music Hall of Fame(wd)

## Fordítás
- Ez a szócikk részben vagy egészben  a   J. D. Crowe című német Wikipédia-szócikk ezen változatának fordításán alapul.  Az eredeti cikk szerkesztőit annak laptörténete sorolja fel. Ez a jelzés csupán a megfogalmazás eredetét és a szerzői jogokat jelzi, nem szolgál a cikkben szereplő információk forrásmegjelöléseként.